# Années 1000 av. J.-C.
Les années 1000 av. J.-C. couvrent les années de 1009 av. J.-C. à 1000 av. J.-C.

## Événements

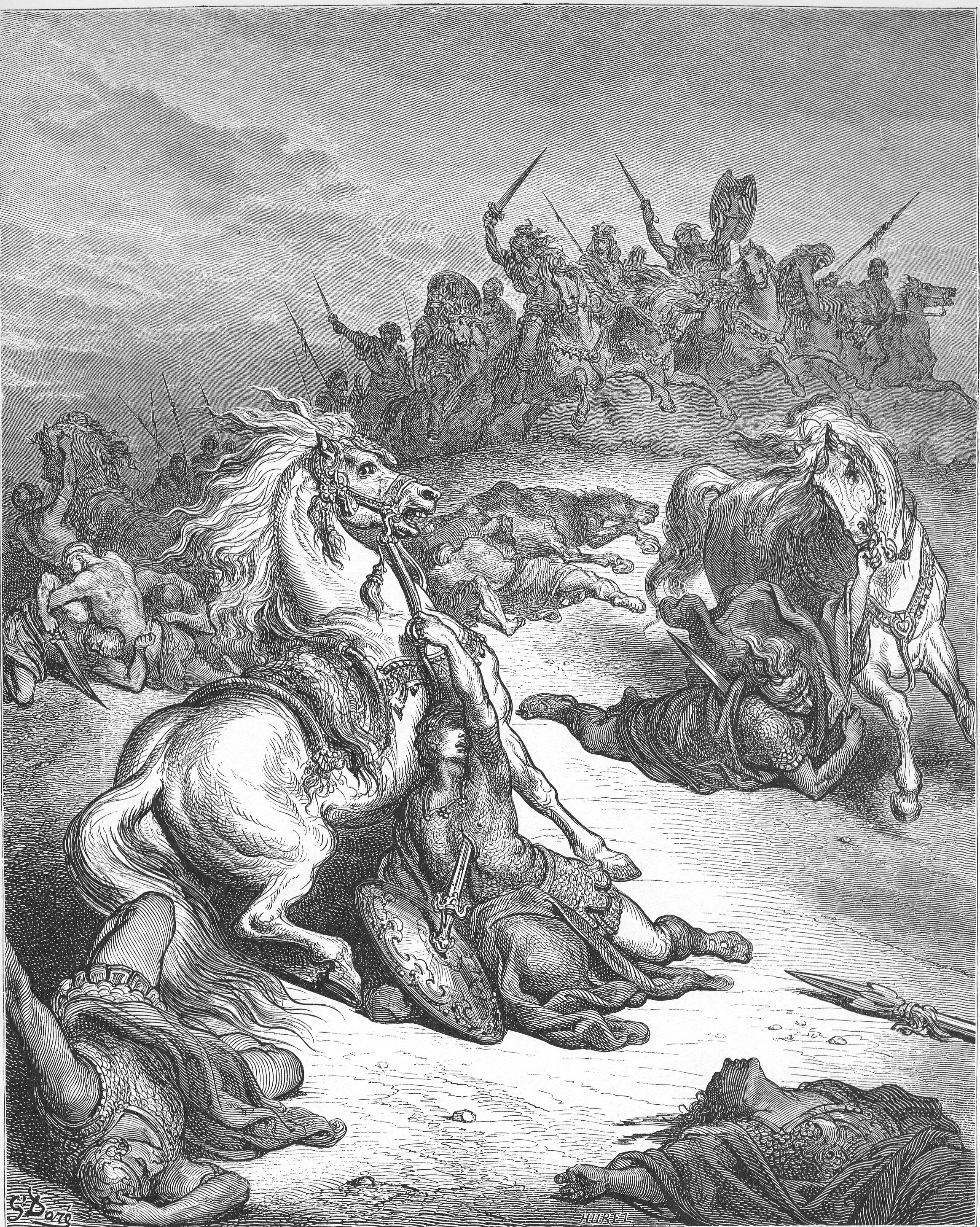
La mort de Saül à Gelboé. Gravure de Gustave Doré.

- Vers 1010-1008 av. J.-C. : règne de Ishboshet, roi d’Israël[1].
  - Saül, vaincu par les Philistins à Gelboé se suicide. Les Philistins menacent la montagne d’Ephraïm. Pour continuer la lutte, Abner, cousin de Saül et chef de l’armée des conscrits conduit Ishboshet, seul fils de Saül survivant à la bataille, à Mahanayim, de l’autre côté du Jourdain et le fait proclamer roi d’Israël (Benjamin, Éphraïm, Yizréel et Galaad). Son règne est marqué par la guerre entre ses partisans et ceux de David, puis par sa rivalité avec son général Abner. Affaibli par la trahison puis par le meurtre d’Abner à Hébron par Joab, le neveu de David, Ishboshet est assassiné par deux Béérotites se vengeant de la politique de Saül contre les habitants de la tétrapole gabaonite[2].
- Vers 1010-971 av. J.-C. : règne de David, roi d’Israël[1]. David, roi des Judéens, affermit sa position. Il arrête une armée israélite près de Gibeon. Il fait une politique matrimoniale, entretient des relations diplomatiques et tente de rallier Abner. L’aboutissement de ces démarches, suspendues un temps par le meurtre d’Abner, sera le ralliement des Anciens d’Israël à la mort d’Ishboshet[2].

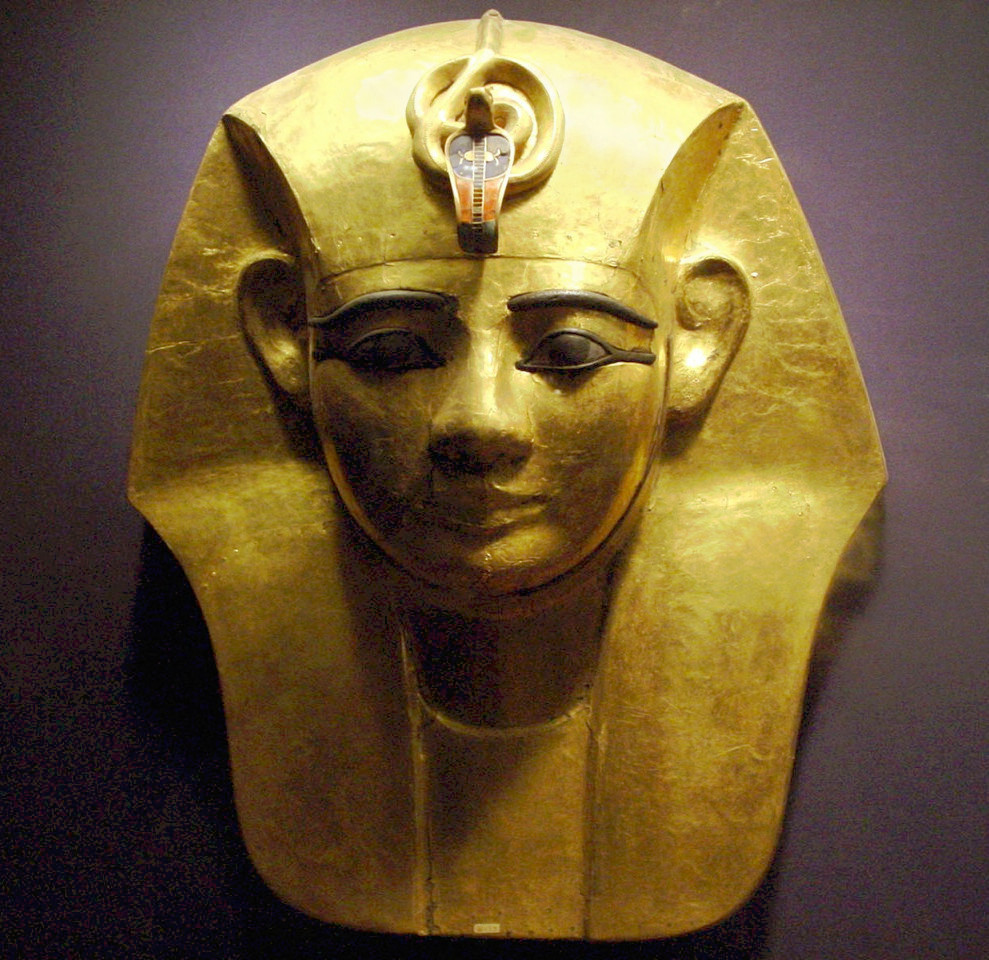
Masque funéraire du roi Amenemopet - Musée égyptien du Caire.

- 1009-1000 av. J.-C. : règne du pharaon Amenemopet[3].
- 1008 av. J.-C. : à la mort d’Ishboshet, les Anciens d’Israël choisissent le roi des Judéens à Hébron, David, pour lui succéder sur le trône d’Israël. Les maisons de Juda et d’Israël sont réunies[2].
- 1004 av. J.-C. : conquête de Jérusalem par David, selon la tradition juive. Elle devient la capitale du royaume d’Israël[4].
- 1003-987 av. J.-C.[5] : règne de Eulma shakin-shumi, roi de Babylone[6].
- 1002-962 av. J.-C. : Nuadu Finn Fáil devient roi légendaire d’Irlande jusqu’à son assassinat[7].
- Vers 1000 av. J.-C. : Arrivée du fer en Grèce. Le monde grec entre dans le premier âge du fer.
- En Amérique andine, premières manifestations de la culture Chavín[8].